# 中村善策
中村 善策（なかむら ぜんさく、1901年12月29日 - 1983年4月27日）は、日本の画家。
風景画の分野で優れた作品を多く残したことで知られる。本名は中村 善作（なかむら ぜんさく）。

## 生涯
北海道小樽市生まれ。1916年、西谷海運に入社する一方、小樽洋画研究所に入所して絵画を学ぶ。
1923年には太地社結成に参加する。
1924年、上京して川端画学校に通った。同年、第5回中央美術展に「本所馬洗関枠」他を出品して初入選。
1925年、第12回二科展に「風景」を出品して初入選し、以後、1936年まで毎年出品した。同年、北海道美術協会展（道展）創立会員となる。
1931年、東京へ転居。
1936年、第23回二科展出品作「白い燈台」「獨航船」が二科展特待受賞。
1937年からは一水会会員となり、一水会展に出品した「けむり」で昭和洋画奨励賞を受賞した。
1941年、第4回新文展に「豊穣」が無鑑査で初出品。
1945年から長野県明科町（現・安曇野市）に疎開し、以後4年半余にわたり信州で暮らした。
1946年、第8回一水会展に「小樽港」を出品するとともに一水会委員となる。また、第1回日展に「冬閑」を出品し、以後、毎年出品した。
1948年には第4回日展に「山湖の秋」を出品し、文部省（当時）により作品が買い上げとなった。
1950年、東京都新宿区上落合に転居。
1961年、第4回日展に「信濃」を出品し、東京国立近代美術館により買い上げとなった。
1967年、第10回日展「石狩湾の丘の邑」で文部大臣賞受賞。翌1968年には第11回日展出品作「張碓のカムイコタン」で日本芸術院賞を受賞し、日本芸術院により買い上げとなった。
1978年、勲四等旭日小綬章を受章。
1980年、日展参事となる。
1983年、脳血栓により東京都千代田区の病院で死去した。享年81。
1988年10月10日、当時美術館が設置されていた小樽市分庁舎の一階部分を改装して「中村善策記念ホール」が開設された。

## 作風
中村の風景画は写実を基にし、明るく開放感にあふれている。「善策張り」といわれるその画風は、荒々しい原始的な自然ではなく、人々の暮らしのなかで見られる人間味にあふれた風景が特徴となっている。
なお、中村の戦前二科展時代の作品は1945年4月の空襲により全て消失している。

## 主な作品
- 『けむり』（1937年）
- 『海港の秋』（1946年）
- 『秋の原始林と沼』（1966年）
- 『カムイコタン夏日』（1970年）